# KIF1A
En génétique, KIF1A  (acronyme de Kinesin-like protein KIF1Apathie en anglais) est le nom d'un gène codant une kinésine motrice éponyme, c'est-à-dire une protéine associée aux microtubules du chromosome 2 humain. Cette protéine est à son tour impliquée dans le transport des vésicules synaptiques le long des axones.
En d'autres termes, le gène KIF1A donne des instructions fondamentales pour la production de la protéine KIF1A, une protéine dite motrice, car cruciale pour l'activation et le contrôle du transport des nutriments dans les cellules nerveuses le long des neurones, et donc por la bonne santé des cellules cérébrales. C'est pourquoi KIF1A est aussi qualifié de transporteur protéique localisé dans le trafic axonal de vésicules synaptiques (axonal transporter of synaptic vesicles) ou moteur amarré aux microtubules (microtubule-based motor KIF1A) du chromosome précité.
KIF1A est connu du grand public pour le rôle que joue son dysfonctionnement dans des maladies neurodegeneratives rarissimes.

## Fonction
Le gène KIF1A est ainsi responsable de l'activation des protéines du système de transmission glutamatergique, le glutamate en étant l'excitateur ubiquitaire dans le système nerveux central.
KIF1A est une protéine membre de la famille des kinesines, des protéines qui se déplacent en utilisant l'énergie de l'hydrolyse. Cette protéine est extrèmement proche de la protéine 1A, membre de la kinésine à chaîne lourde de la souris grise (Mus musculus), qui est une protéine motrice antérograde transportant les organites membranaires le long des microtubules axonaux.
L'orientation sexuelle a été liée au domaine de régulation du gène.

## Mutations
Plus de 80 altérations ou mutations du gène KIF1A ont été identifiées, provoquant le développement de neuropathies très hétérogènes avec de multiples symptômes associés.
En effet, les mutations observées sont quasi exclusivement du type recessif et localisées dans le transport axonal des kinésines. Elles sont à l’origine de la paraplégie spastique héréditaire (SPG30) et de la neuropathie sensitive  (HSAN2). Plusieurs  auteurs  rendent des mutations hétérozygotes de novo de KIF1A responsables d’une pathologie neurodégénérative associant  retard de développement  précoce puis atrophie optique, spasticité et atrophie cérébelleuse.